# نیکولای یادرینتسف

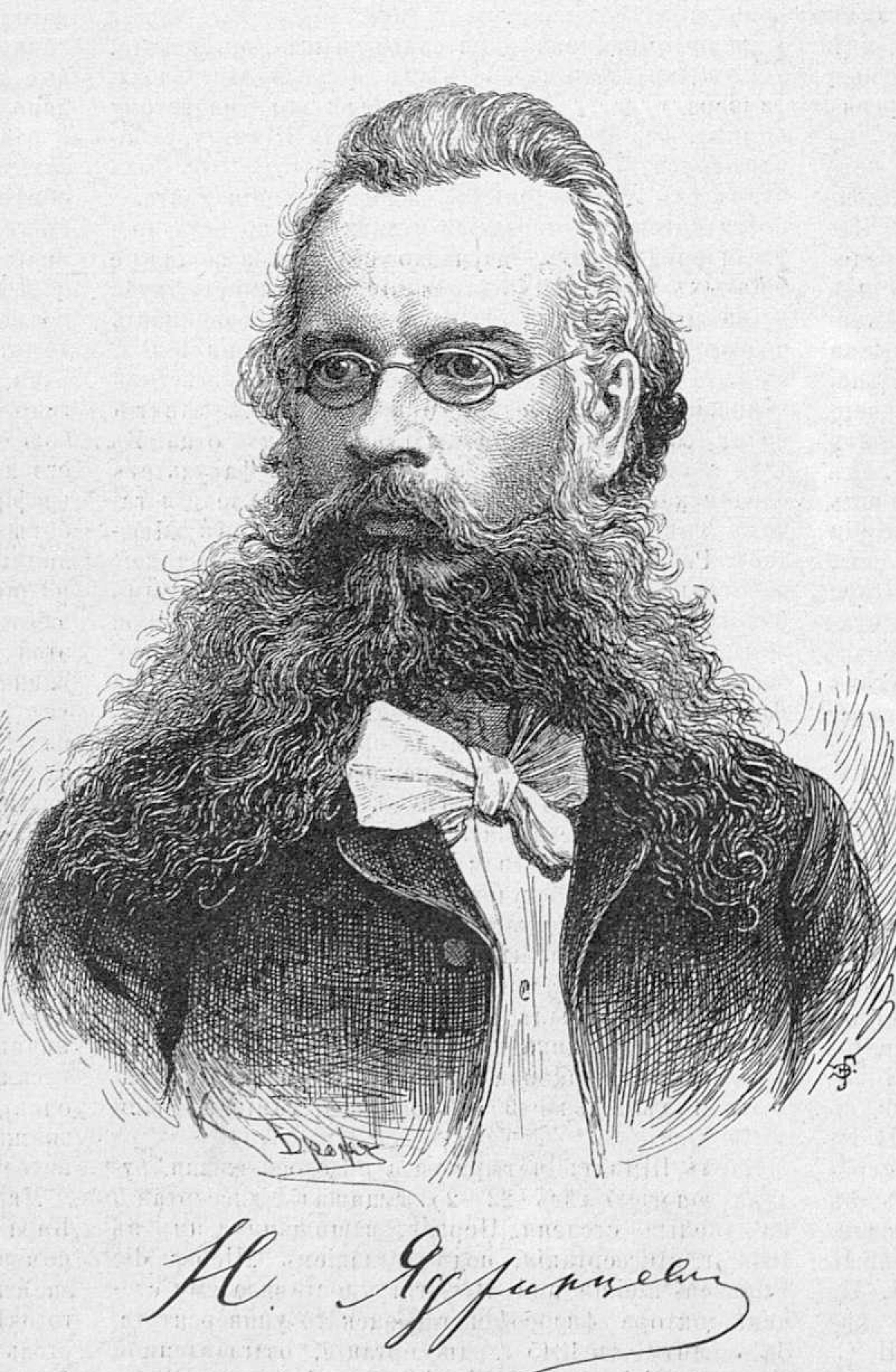
نیکولای یادرینتسف

نیکولای میخائیلویچ یادرینتسف (روسی: Николай Михайлович Ядринцев; زاده ۱۸ اکتبر، ۱۸۴۲ در امسک – درگذشته ۷ ژوئن ۱۸۹۴ بارنائول) متشخص روسی و کاشف و باستان‌شناس و ترک شناس روسی بود. اکتشافات وی شامل سنگ‌نبشته اورخون، و پایتخت چنگیز خان و قراقروم و اردو بالیغ (Ordu-Baliq) پایتخت خانات اویغور بود. او همچنین یکی از بنیان‌گذاران آرمان تجزیه طلبی در سیبری بود.

## زندگی‌نامه
نیکولای یادرینتسف در یک خانواده تاجر در شهر امسک متولد شد. پس از پایان تحصیلات در ورزشگاه تومسک او در دانشگاه پترزبورگ به تحصیل پرداخت. او فعالیت‌های اجتماعی خود را در سال ۱۸۶۰ با دوست و همسرش پوتانین و گروهی از محصلان دیگر سیبری به صورت سازمان یافته شروع کرد. بسیاری از اعضای آن گروه نویسندگان و دانشمندان آینده و برجسته روسیه شدند. جنبش اجتماعی سال ۱۸۶۰ باعث جذب اهالی دیگر سیبری به فعالیت‌های آن‌ها شد. آن‌ها به ایجاد ارتباط با انقلابیون دموکرات و خواندن ادبیات ممنوع و شرکت در شورش دانشجویی پرداختند که منجر به دستگیری آن‌ها شد.
این گروه از تجزیه طلبان سیبری احساس خطر دولت از خود را برانگیختند و آن‌ها در سال ۱۸۶۵ دستگیر شدند. در طی تحقیقات یادرینتسف سه سال را در زندان امسک محبوس بود. در سال ۱۸۶۸ «تجزیه طلبان سیبری» محکوم به کار اجباری و تبعید شدند. او به کجنس در منطقه آرخانگلسک فرستاده شد، جایی که او پنج سال در تبعید (۱۸۶۸–۱۸۷۳) بود و بی‌امان مشغول به آموزش خود در مطالعه تاریخ سیبری و اصول تجزیه طلبی سیبری بود. آنجا او با آثار کارل مارکس آشنا شد هر چند او مارکسیست نشد ولی بسیاری از نظریه‌های او را قبول کرد.
یادرینتسف در سال ۱۸۸۹ تحت قرارداد با تشکیلات جامعه جغرافیایی روسیه به مغولستان سفر کرد، جایی که او محل شهرهای به جای مانده از اوایل قرون وسطی و پایتخت باستانی مغولی در قراقروم را شناسایی کرد.
در تنگه کوشو سایدام (Kosho-Tsaidam) واقع در
دره رودخانه اورخون یادرینتسف دو کتیبه به خط ترکی باستان متعلق به قرون شش و هشت میلادی کشف کرد. نوشته‌های این کتیبه‌ها بعداً توسط دانشمند دانمارکی ویلهلم تومسن (W. Tomsen.) رمزگشایی شدند. این اکتشافات برای یادرینتسف شهرت جهانی آورد و او تبدیل به یکی از بزرگترین جذبه‌های علمی قرن ۱۹ شد. او بلافاصله در سال ۱۸۹۱ یک گروه پیگیری اورخون جمع نمود که شامل اعضایی اعزامی از آکادمی علوم روسیه با مشارکت یادرینتسف و با رهبری یک آکادمیسین و ترک‌شناس معروف به اسم واسیلی رادولف (W. W. Radloff) بود. گروه اکتشاف اروخون آثار بیشتری به خط ترکی باستان از یادبودهای خاقانهای ترک و دیگر اشراف یافتند. نتایج حاصل از این سفر در مجموعه «اطلس آثار باستانی مغولی» و در یک مجموعه خاص از آثار اورخون (۱۸۹۲). توسط رادولف منتشر شد.
در سال‌های ۱۸۹۱–۱۸۹۲ یادرینتسف از سن پترزبورگ به توبولسک رفت، که به سازماندهی گرسنه گان و قربانیان و با کمک و به نجات دهقانان و به خصوص مهاجران روسیه به پردازد. در اوایل سال‌های ۱۸۹۰ او به فرانسه و آمریکا سفر کرد تا به مطالعه مشکلات مهاجران روس در سیبری کمک کند. در سال ۱۸۹۴ به بارنائول مسافرت کرد و بنا بر اظهارات خودش هدف او تحریک یک «جنگ دهقانی» برای محافظت از کشاورزان روس در منطقه آلتای بود. نیکلای یادرینتسف در آنجا در ۷ ژوئن سال ۱۸۹۴ درگذشت.